# Этнологическая экспертиза
Этнологическая экспертиза определяется законом «О гарантиях прав коренных малочисленных народов Российской Федерации» от 1999 г. как научное исследование влияния изменений исконной среды обитания малочисленных народов и социально-культурной ситуации на развитие этноса.

## Содержание экспертизы
Этнологическая экспертиза включает в себя:
- Этнологическую экспертизу законопроектов.
- Экспертизу этнокультурной и этноконфессиональной ситуации региона на основании её мониторинга.
- Проведение этнологических экспертиз хозяйственных проектов.
- Предварительное установление возможных последствий промышленного освоения для местного сообщества.
- Выполнение экспертных работ для правоохранительных органов и медицинских учреждений в области этнорасовых характеристик представителей разных групп населения страны.
- Экспертную оценку возможной конфликтогенности этнически окрашенной информации, предоставляемой СМИ.
- Проведение экспертиз по этническим, расовым и религиозным вопросам.

## Этнологический мониторинг
Этнологический мониторинг — способность оценивать социально-культурную и политическую ситуацию в многоэтничных странах, регионах и местных сообществах.
Целью этнологического мониторинга является сохранение и развитие этнокультурного многообразия, раннее предупреждение конфликтов, определение существующей или потенциальной угрозы межэтнического конфликта, проявлений национализма, экстремизма и ксенофобии в обществе.
Самостоятельным разделом этнологического мониторинга является конфессиональный мониторинг — регулярный анализ религиозных практик населения, отношение общества и государства к вопросам религии, появления религиозной нетерпимости.

## Образование
С 2017 года магистерская программа по направлению «Этнологическая экспертиза» открыта в Институте истории Санкт-Петербургского государственного университета на базе кафедры этнографии и антропологии.